# Preztige (álbum)
Preztige (en ruso: 'Преzтиж') Primer álbum de la banda de Román Parygin cantante y trompetista de Preztige.

## Descripción
El disco contiene 12 pistas con letras que hablan sobre el bien y el mal, el amor, el alcohol y la vida en general cantadas en su idioma natal. Con una mezcla de estilos musicales entre hard rock, hardcore, punk con adiciones de distintos tipos de música pop y reggae. Trea consigo la canción "Pushki v zad" que es un cover hecho por Preztige de la banda Nol e incluye un bonustrack que es un remix realizado por Viktor Sologuv.
En el 2009 Trap Records lanzó su disco, cuya presentación tuvo lugar a mediados de octubre en los famosos clubes de San Petersburgo.

## Lista de temas
1. "Психическая" - Psijicheskaya (Psíquico) - 03:03
2. "В руке" - V rukie (en la mano) - 04:02
3. "Хочешь?!" - Hochiesh?! (quieres?!) - 03:19
4. "Другая планета" - Drugaya Planeta (otro planeta) - 03:56
5. "Неуверенность" - Neuverennoct (insertidumbre) - 04:05
6. "Н.Т.С.М." - N.T.S.M. - 04:10
7. "Водка зло" - Vodka Zlo (mal vodka) - 02:45
8. "Любовь" - Lyubov (amor)  - 04:14
9. "Вместо" - Vmesto (en vez de) - 03:46
10. "Пушки в зад" - Pushki v zad (armas en el culo) - 02:45
11. "Шведская" - Shvedskaya (sueco)  - 02:21
12. "Готический инструментал" - Goticheskiy instrumental (instrumental gótico) - 03:48
13. "Н.Т.С.М. remix (by виктор)" - N.T.S.M. remix (Viktor Sologuv) - 04:41